# Phebellia epicydes
Phebellia epicydes là một loài ruồi trong họ Tachinidae.